# 瞻星大陶樂鯰
瞻星大陶樂鯰，為輻鰭魚綱鯰形目鼬鯰科的其中一種，為熱帶淡水魚，分布於南美洲亞馬遜河、埃塞奎博河及托坎廷斯河流域，體長可達53公分，棲息在底層水域，以果實為食，生活習性不明，可做為食用魚。個體可根據不同的棲息地而產生體色變化，某些魚(巴西棲地部分)也被稱「黃金聖甲蟲」，但在離開棲地幾週後會變色。